# Аппиани, Андреа
Джова́нни Андре́а Мелькьо́рре Аппиа́ни (итал. Giovanni Andrea Melchiorre Appiani; 23 мая 1754, Милан, Ломбардия — 8 ноября 1817, Милан) — итальянский живописец неоклассического направления. Известен как «Аппиани Старший», в отличие от своего внучатого племянника Андреа Аппиани Младшего (1817—1865), художника исторической живописи из Рима. По фамилии Аппиани известен ещё один итальянский художник, родившийся в Мюнхене и работавший в Германии: Джузеппе (Йозеф Игнац) Аппиани (1706—1787), последователь Якопо Амигони.

## Биография и творчество
Андреа Аппиани родился в Милане в семье врача Антонио Аппиани и Марты Марии Ливерты. Крещён в приходе Сан-Карпофоро с именами Джованни, Андреа и Мельхиорре. Отец надеялся сделать из него хорошего врача, но заметив его художественные способности, в 1769 году определил мальчика сначала под руководство «весьма посредственного учителя», а затем в частную школу Карло Мария Джудичи, живописца и скульптора, который пользовался в городе известностью, главным образом благодаря сотрудничеству с Антоном Рафаэлем Менгсом. Два года (1783—1784) Андреа изучал рисунок и копировал гравюры. В годы ученичества Андреа копировал также работы мастеров эпохи Высокого Возрождения, таких как Рафэль Санти и Джулио Романо.
В 1776 году Аппиани продолжил образование в классе фресковой живописи миланской Академии Амброзиана (Accademia Ambrosiana) под руководством Джорджо Антонио де Медичи. Затем он перешел в мастерскую Мартина Кноллера, который обучал его технике фрески и моделирования формы светотенью. Затем Андреа Аппиани перешёл от Кноллера к Джулио Трабаллези. Совершил поездку во Флоренцию и Болонью, где особое внимание обратил на произведения Доменикино. Изучал античную скульптуру и живопись в Риме и Неаполе. Посетив Парму в 1795 году, он познакомился с искусством Корреджо. Постоянно работал в Милане с 1792 года.
Среди наиболее известных произведений Аппиани — фрески с изображением четырех евангелистов и Отцов церкви в куполе и пандативах церкви Санта-Мария-прессо-Сан-Чельсо (1795), а также фреска «Парнас» с изображениями Аполлона и муз для королевской виллы в Милане (ныне в Галерее современного искусства, Милан).
Со смертью отца Андреа Аппиани пережил трудный период, ему пришлось добывать средства к существованию: он создавал декорации и костюмы для театра Ла Скала, украшал кареты с росписями цветами по шёлку. Между 1786 и 1790 годами Аппиани выполнял заказы на декоративные росписи, в частности в соборе и на Королевской вилле Монцы, а также в Палаццо Буска алле Грацие, в Палаццо Литта, в доме Орсини Фалько, в Палаццо Греппи, в Ротонде делле Серре, в которой он выполнил основной цикл фресок «Истории Амура и Психеи» (Storia d’Amore e Psiche) для эрцгерцога Фердинанда Габсбургского.
Между тем, в 1791 году он смог снова посетить Парму, Болонью и Флоренцию в ходе девятимесячного путешествия, после чего прибыл в Рим (где восхищался Рафаэлем и «нежной грацией и прямолинейной простотой» картин Менгса, хранившихся в то время в Библиотеке Ватикана) и, наконец, в Неаполь, где он был впечатлен собранием античной скульптуры из коллекции герцогов Фарнезе.
Андреа Аппиани был членом масонской ложи «Конкордия», основанной в 1783 году Иоганном Йозефом Вильчеком, где он фигурирует в списке членов 1785 года.
Однако слава пришла к художнику только в период Цизальпинской республики. В 1796 году Андреа Аппиани был назначен комиссаром по делам изобразительных искусств. В этой должности он руководил миланской Академией художеств и Пинакотекой Брера. Выполнял заказы Наполеона Бонапарта — писал портреты и аллегории, прославлявшие императора и его маршалов.
Наполеон Бонапарт вошёл в Милан 15 мая 1796 года. Аппиани завоевал его расположение удачным портретом углем и мелом. Бонапарт присвоил художнику звание «высшего уполномоченного» по отбору лучших ломбардско-венецианских произведений искусства для отправки в Париж, в «Музей Наполеона» (позднее: Музей Лувра). Этой обязанности Аппиани избегал, сославшись на болезнь, охватившей его в Вероне). Наполеон доверил Аппиани оформление газет, патентов, республиканских аллегорий для прокламаций, официальных бумаг и медалей. В следующем году подарил ему дом на Навильо-ди-Сан-Марко. В этот период художник создал значительное количество произведений: фрески с изображением Аллегорий добродетелей и других, посвященных Наполеону, в залах Королевского дворца в Милане, рисунки к памятным медалям, посвящённым событиям наполеоновских войн, картины «Венера и любовь» и «Ринальдо в саду Армиды».
Однако самым известным произведением Аппиани этого времени была серия фресок Королевского дворца, кульминацией которых стал «Апофеоз императора», завершённый в 1808 году и воспетый Стендалем, который писал, что «Франция никогда не производила ничего равного». Эта работа уничтожена во время бомбардировки в годы Второй мировой войны. Аппиани писал портреты, исторические композиции, по заказу вице-короля Италии Евгения Богарне создал росписи на Королевской вилле в Милане. Аппиани написал большую картину «Встреча Рахили и Иакова» для церкви в Альцано. В Палаццо Брера есть фреска Аппиани, изображающая Олимп.
Академические должности, полученные художником в последние годы, также умножились: в 1802 году он был назначен Генеральным комиссаром изящных искусств, в 1804 году — назначен первым художником вице-короля Италии. В 1807 году Наполеон назначил Аппиани директором Пинакотеки Брера. Он стал членом Академии Брера, кавалером орденов Почётного Легиона и Железной Короны.
28 апреля 1813 года художника внезапно поразил удар. Сказалось напряжение последних лет. Его двигательные способности стали ослабевать, а затем привели к параличу. После падения итальянского Королевства в 1814 году художник остался без содержания. Он провёл остаток своей жизни в миланском доме на Корсо Монфорте. Аппиани умер 8 ноября 1817 года, через два года после заката наполеоновской эпохи. Среди его учеников были Антонио Де Антони, Карло Прайер, Анджело Монтичелли и Джузеппе Босси.

## Признание
Смерть Андреа Аппиани вызвала единодушные соболезнования, как среди его современников, так и среди учеников, настолько, что его дом в те дни представлял огромное скопление людей. Похороны 10 ноября 1817 года на кладбище Сан-Грегорио за пределами Порта-Венеция в Милане, были торжественными (позднее кладбище было снесено). Итальянский поэт Джованни Берше произнёс на похоронах трогательную речь:
«Этот человек, который нас собрал, представляет национальную честь и создаёт энтузиазм восхищения… Инсульт апоплексического удара сломал наши надежды, и этого человека больше нет. Ясность изобретательности, кротость нрава, семейные и общественные добродетели, изысканное искусство, словом, всё то, что делает эту землю более прославленной, всё это — Андреа Аппиани».
В 1826 году, как свидетельство признания заслуг художника, в Академии Брера был установлен мраморный памятник работы Б. Торвальдсена. Там же, рядом с бюстом Кановы, был выставлен ещё один бюст, изображающий Аппиани, на этот раз сделанный Маркези. Поэт Франческо Джанни в «Портрете рыцаря Андреа Аппиани» дал яркое описание личности художника.
Аппиани считают одним из лидеров искусства неоклассицизма в Италии, представителем периода между эпохой Просвещения и наполеоновскими войнами в Европе. Поэтому его творчество причастно и стилю ампир. В то же самое время Андреа Аппиани за его мягкую живописную манеру называли «живописцем граций».

## Галерея
- Портрет Наполеона Бонапарта. Пинакотека Амброзиана, Милан
- Портрет Наполеона как короля Италии. 1805. Холст, масло. (Повторение?). Музей истории искусств, Вена
- Аполлон и Гиацинт. 1801. Офорт
- Парнас. Аполлон и музы. Деталь. 1811. Фреска. Галерея современного искусства, Милан
- Портрет вице-короля Италии Евгения Богарне. 1800. Тонированная бумага, итальянский карандаш, мел. Музей Коррер, Венеция
- Портрет мадам Фортуне Гамелен. 1798. Холст, масло. Музей Карнавале, Париж
- Юнона и грации. 1811. Холст, масло. Муниципальные музеи Брешии